# Wanda (cràter)
Wanda és un cràter d'impacte en el planeta Venus de 21,7 km de diàmetre. Porta el nom d'un antropònim polonès, i el seu nom va ser aprovat per la Unió Astronòmica Internacional el 1985.
El cràter Wanda es troba als Akna Montes de Venus. Va ser cartografiat per primera vegada durant la missió soviètica Venera 15/16 en 1984. Té un accidentat pic central i un sòl clar al radar, probablement de material volcànic. El cràter no sembla que estigui molt deformat pel moviment posterior de l'escorça que va aixecar les muntanyes i va arrugar les planes. No obstant això, el material de la serralada adjacent de la muntanya cap a l'oest sembla haver-se col·lapsat en el cràter. Les fosses petites que es veuen al nord del cràter poden ser fosses de col·lapse volcànic d'uns pocs quilòmetres de desnivell.